# Club Natación Jerez
El DKV Club Natación Jerez es una entidad deportiva de la ciudad de Jerez de la Frontera (Cádiz) España. Fue fundado como club de natación. El DKV CN Jerez es conocido popularmente como DKV Jerez.
El DKV Club Natación Jerez abarca tres secciones deportivas dentro de las modalidades del deporte acuático en piscina: Precompetición, Waterpolo y Natación.

## Presidencia
Su presidente actual es Francisco José Pacheco Romero que sustituyó en agosto de 2017 a Ignacio Pineda, uno de los fundadores del Club.

## Colores
Para la sección Natación, los colores oficiales del DKV Club Natación Jerez son polito blanco con escudo del club para el elemento superior de la indumentaria (sea éste polo o camiseta ), azul marino para los pantalones largos e igual si de pantalones cortos se trata.  
. Cuando la sección realiza un desplazamiento fuera de Andalucía se diseña y elabora una camiseta de color rojo con leyendas relativas al evento.

## Uniforme
El polito blanco y las calzonas azules

## Piscina
La totalidad de secciones del Club entrena habitualmente en las instalaciones municipales "Arquitecto José Laguillo" de Jerez de la Frontera. Estas instalaciones se ubican en la calle Poseidon s/n.
En el interior se pueden encontrar dos piletas. La más pequeña es de poca profundidad e ideal para cursos de familiarización con el medio acuático y para calentamientos. La piscina grande, en orientación norte-sur, cumple con las dimensiones reglamentarias para competiciones en piscina corta, es decir, mide 25 metros de longitud y dispone de anchura suficiente para 6 calles. Esta piscina está preparada para el montaje de podietes para salidas durante las competiciones.
En el área de actividades acuáticas encontramos un conjunto de gradas desmontables normalmente destinadas a la ubicación de los deportistas durante la competición. El público se ubica en un nivel superior al otro lado de la pileta tras unas cristaleras.
Existen además una serie de estancias anexas destinadas a vestuarios, gimnasio, recepción y oficinas.
Con la llegada del periodo estival parte de los entrenamientos se llevan a cabo en las piscinas descubiertas "Piscinas Jerez".

## Palmarés
En esta sección se recogen méritos individuales y colectivos del DKV Club Natación Jerez.

### Torneos nacionales
1. Sección Natación Absoluta
Individual
Equipo

2. Sección Waterpolo

3. Sección Master
Individual
- Antonio Rus Aguilar: Récord de España 100 espalda +25 (1'01"70) Piscina 25 metros
- Antonio Rus Aguilar: Récord de España 200 espalda +25 (2'15"09) Piscina 25 metros
- David Sánchez Pareja: Récord de España 100 espalda +25 (1'00"92) Piscina 25 metros
- David Sánchez Pareja: Récord de España 200 espalda +25 (2'12"57) Piscina 25 metros
- Antonio Jiménez Lamíquiz: Récord de España 200 espalda +35 (2'28"88) Piscina 25 metros
- Abel Gil Galdón: Récord de España 50 mariposa +30 (26"20) Piscina 25 metros
- Abel Gil Galdón: Récord de España 50 espalda +30 (28"33) Piscina 25 metros
- David Sánchez Pareja: Récord de España 200 espalda +25 (2'20"52) Piscina 50 metros
- Vicente Noguera Gabriel: Récord de España 200 estilos +25 (2'22"08) Piscina 50 metros
- Vicente Noguera Gabriel: Récord de España 400 estilos +25 (5'04"58 vigente) Piscina 50 metros
- Abel Gil Galdón: Récord de España 50 mariposa +30 (26"43) Piscina 50 metros
- Abel Gil Galdón: Récord de España 100 espalda +30 (1'03"69 vigente) Piscina 50 metros
- Abel Gil Galdón: Récord de España 50 espalda +30 (28"03 vigente) Piscina 25 metros

Equipo
- 1.º puesto Campeonato de España Master de Verano 2006 (Pamplona), 2007 (Cádiz), 2008 (Tenerife), 2009 (Madrid) y 2010 (Badajoz)
- 1.º puesto Campeonato de España Master de Invierno 2010 (Castellón)
- 1.º puesto Campeonato de España Master de Aguas Abiertas 2010 (Castelldefels, Tarragona)
- 2.º puesto Campeonato de España Master de Invierno 2007 (Madrid) y 2008 (Pontevedra)
- 3.º puesto Campeonato de España Master de Verano 2005 (Palma de Mallorca) y 2004 (Sabadell, Barcelona)
- Relevo 4x50 Estilos (David Sánchez-Antonio Rus-Abel Gil-David Martínez): Récord de España +100 (1'53"11 vigente) Piscina 25 metros
- Relevo 4x50 Estilos (David Sánchez-Vicente Noguera-Abel Gil-José Lobatón): Récord de España +100 (1'55"15 vigente) Piscina 50 metros
- Relevo 4x50 Libres (MªIsabel Sánchez-MªLara Payán-Miriam Gómez-Laura Beas): Récord de España +100 (2'01"29 vigente) Piscina 25 metros
- Relevo 4x50 Estilos Mixtos(Abel Gil-MªIsabel Sánchez-Laura Beas-Adrián Beas): Récord de España +100 (2'05"40 vigente) Piscina 50 metros
- Relevo 4x50 Libres Mixtos (MªIsabel Sánchez-David Sánchez-Adrián Beas- Laura Beas): Récord de España +100 (1'50"97 vigente) Piscina 50 metros

### Torneos regionales
1. Sección Natación Absoluta
Individual
Equipo

2. Sección Waterpolo
3. Sección Master
Individual
Equipo
- 1.º puesto Campeonato de Andalucía Master de Verano 2006 (Cádiz), 2007 (Cádiz), 2008 (Jerez) y 2009 (Almería)
- 1.º puesto Campeonato de Andalucía Master de Invierno 2005 (Motril, Granada), 2006 (Jerez) y 2007 (Almería)
- 1.º puesto Campeonato de Andalucía Master de Aguas Abiertas 2010 (Cádiz)

### Torneos internacionales
El CN Jerez ha estado presente en los Campeonatos de Europa Master 2007 (Eslovenia) representando a España.